# Araratslätten
Araratslätten är en slätt i västra delen av Armenien, östra delen av Turkiet. Slätten klyvs i två delar av gränsfloden Ares, med den nordliga i Armenien och den södra i Turkiet. Slätten är en av de största i de armeniska högländerna. I väster sträcker den sig till väster om Sevan-bassängen, vid randbergen till Geghamabergen. I norr gränsar slätten mot Aragats och i söder till Ararat.
Araratslätten består till största delen av jordbruksmark. Runt Araratslätten är det ganska glesbefolkat, med 43 invånare per kvadratkilometer.

## Klimat
Klimatet i området är kontinentalt och halvtorrt. Sommaren är varm och torr. Vintern är kall och snöig. Årsmedeltemperaturen i trakten är 15 °C. Den varmaste månaden är juli, då medeltemperaturen är 31 °C, och den kallaste är december, med −2 °C. Genomsnittlig årsnederbörd är 200-300 millimeter. Den regnigaste månaden är november, med i genomsnitt 78 mm nederbörd, och den torraste är augusti, med 7 mm nederbörd.
Jerevan ligger vid den östra ändan av slätten.

## Bildgalleri

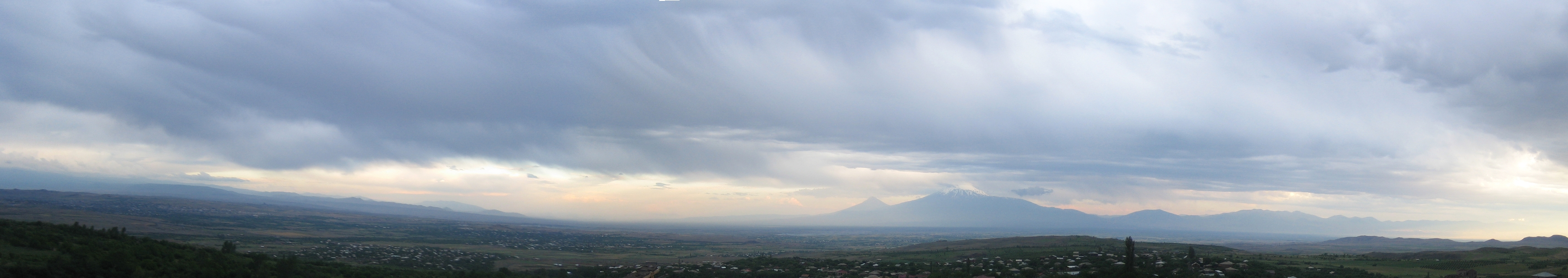
Panorama från Dzorap

Karta över markutnyttjande
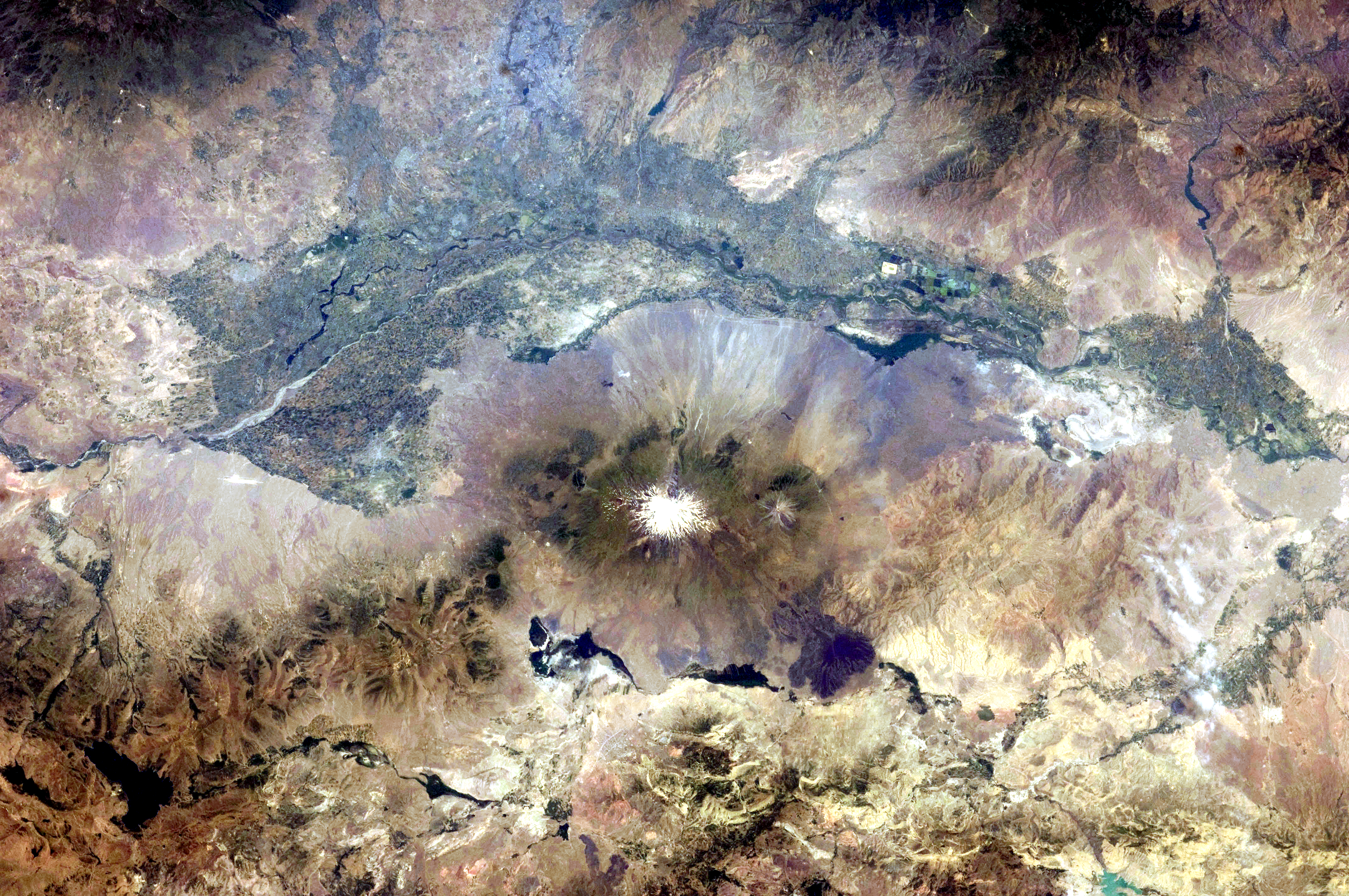
Satellitfoto